# Capilla de Saint Peter-on-the-Wall
La Capilla de Saint Peter-on-the-Wall, Bradwell-on-Sea, Essex, es un monumento clasificado como «Grado I» y una de las iglesias cristianas más antiguas de Inglaterra, en gran parte intacta; todavía se utiliza regularmente. Data de entre 660 y 662.

## Historia

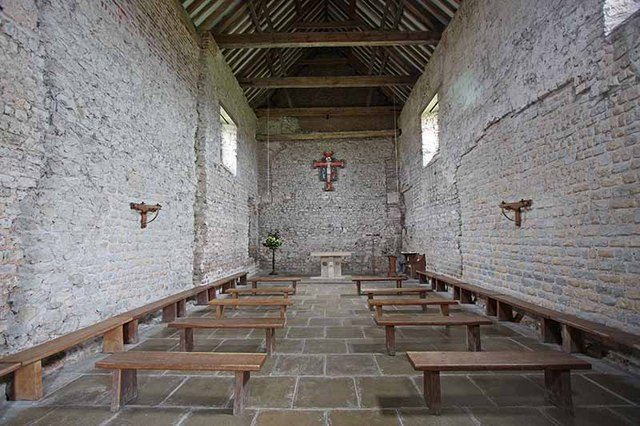
Vista interior.

Según Bede, una «ciudad» llamada Ythanceaster existía en el río Penta. La Capilla de Saint Peter-on-the-Wall, fue casi seguro que fue construida originalmente por el un monje anglosajón y obispo del reino de Northumbria Ceda de Lastingham en el 654. Era una iglesia anglo-celta para los sajones orientales, situada sobre las ruinas del abandonado fuerte romano de Othona. La estructura actual fue probablemente construida alrededor de 654-662, incorporando los ladrillos y piedras romanas. Ceda viajó al sur desde Lindisfarne para difundir el cristianismo a instancias de Sigeberto el Bueno, entonces rey de los sajones orientales, en 653 y regresó al año siguiente habiendo sido ordenado como obispo para construir la capilla, y probablemente otras también. Tras la muerte de Ceda en octubre de 664 a causa de la peste, la Capilla pasó a formar parte de la diócesis de Londres.

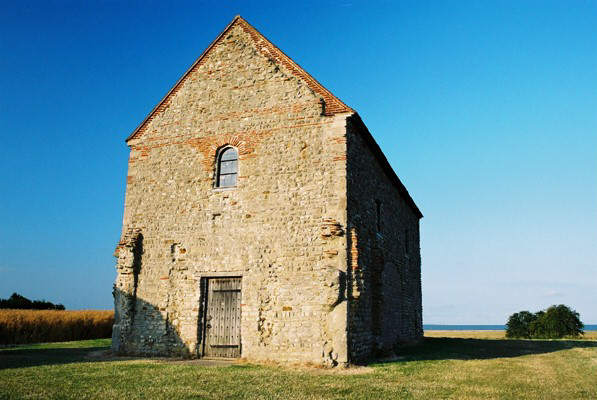
Capilla de Saint Peter-on-the-Wall, Bradwell-on-the-Sea hoy. Vista frontal por Michael Rogers, 2002.

No existen más registros del uso de la Capilla hasta 1442 cuando el clero local informó al obispo de Londres que había sido ampliada ligeramente, con una pequeña torre sobre el porche y con una campana en ella. Sin embargo, no sabían de sus orígenes y era inutilizable, ya que había sido quemada. Fue reparada y volvió a ser usada regularmente junto a la iglesia parroquial de Bradwell-on-Sea hasta al menos el período Tudor (siglo XVI) antes de caer en desuso como iglesia de nuevo y ser utilizada como granero, la posición de la amplia puerta del granero, ahora rellenada, puede verse en el lado sur de la nave.
En 1920, fue restaurada y vuelta a dedicar como capilla; alcanzó el  Grado I como monumento clasificado en 1959.
En mayo de 2023 se publicó un libro titulado Paisaje y patrimonio de St Peter-on-the Wall en la costa de Essex. Su publicación se hizo en gran parte en respuesta a las preocupaciones sobre los planes para construir la central nuclear Bradwell B, pues se temía que dañaría el medio ambiente local y el entorno de la capilla. El libro consta de 14 capítulos, cada uno de los cuales está escrito por un experto en la capilla y en su paisaje. Entre otros autores, cabe destacar a la historiadora británica Barbara Yorke, especialista en la Inglaterra anglosajona y al historiador del arte y de la arquitectura Ken Worpole. Los primeros siete ensayos analizan el contexto premoderno de la capilla, y los siete restantes analizan la capilla desde que fue "redescubierta" en 1864. El libro está editado por Johanna Dale, investigadora del University College de Londres.

## Uso actual
La capilla pertenece a la catedral de Chelmsford y es atendida por el capellán Steven Poss, rector de la iglesia parroquial de St Thomas Bradwell-on-Sea. Se celebran servicios públicos regulares en la capilla cada semana con un servicio de comunión los jueves. También se ofician servicios especiales en Navidad y Pascua. En verano, los servicios nocturnos se celebran cada domingo de julio y agosto. Cada año, el primer sábado de julio, se celebra en la capilla y en el campo adyacente la Peregrinación de Bradwell. La procesión comienza en la iglesia parroquial de Santo Tomás, desde donde los peregrinos caminan hacia la capilla de San Pedro donde se celebran los servicios y eventos.
La capilla también es utilizada por la cercana comunidad de Othona. Fundada en 1946 por Norman Motley, rector de St Michael, Cornhill, 1956-1980, esta comunidad de base cristiana está abierta a las personas de todos los credos.
En 2018 la Capilla fue utilizada como localización para dos videoclips musicales del grupo coral Libera.